# Jessica Boone
Jessica Boone (ur. 14 maja 1984 w La Porte) – amerykańska aktorka głosowa i teatralna.